# Fototessera

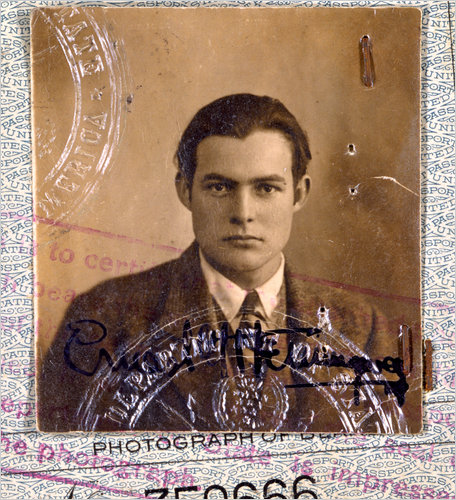
Fototessera del passaporto di Ernest Hemingway

La fototessera è una particolare forma di fotografia utilizzata principalmente per scopi istituzionali, usualmente per documenti di identità.

## Uso
I maggiori usi sono:
- Passaporto
- Patente
- Carta d'identità
- Licenze di porto di fucile ad uso caccia
- Licenze di pesca
- Tessere ferroviarie

Grande diffusione da poco tempo anche l'uso per corredare curriculum e ricerche di lavoro.

## Realizzazione
Le fototessera possono essere realizzate in vari modi:
- Fotografo
- Cabine per fototessera

## Caratteristiche
- Recentemente regolamenti specifici internazionali emessi dall'Organizzazione Internazionale dell'Aviazione Civile ne hanno definito i parametri per uso su passaporti nelle dimensioni 35 mm di base per 45 mm.
- Il modulo per la richiesta del passaporto italiano specifica dimensioni di 40×40 mm. Ci sono delle regole fondamentali da rispettare quando si presenta una foto per il passaporto. La foto deve essere risalente fino a un massimo di 6 mesi prima[1], ritrarre il volto della persona raffigurata almeno per il 70 - 80% e non deve presentare ombre. Infine, lo sfondo deve essere uniforme e l'espressione del volto neutra.
- Il modulo TT 2112 per la richiesta della patente di guida italiana specifica dimensioni di 33 mm di base per 40 mm.